# Suha koža
Suha koža, v medicini tudi kserodêrma, je stanje kože, ki ji v najbolj zunanji roženi plasti primanjkujejo lipidi in/ali naravni vlažilni faktor. Gre za pogosto tegobo, najpogosteje pa se pojavlja na spodnjih predelih nog, rokah, dlaneh, členkih prstov na rokah, stranskih predelih trebuha in na stegnih. Simptomi, ki pogosto spremljajo suho kožo, so luščenje kože, nastajanje razpok in srbenje. Nizka vlažnost kože zavira rast komenzalnih, nenevarnih mikrobov, zato je suha koža ugodno okolje za razrast potencialno invazivnih mikrobov. Suha koža se v določenem trenutku življenja pojavi pri večini ljudeh, lahko pa gre bodisi za akutno težavo bodisi kronično stanje.

## Simptomi
Suha koža je na otip groba, hrapava in napeta. Prisotne so vidne suhe bele luske. Kožne linije postanejo izrazitejše. Suha koža pogosto srbi; srbenje je lahko tudi zelo izrazito in močno zmanjša posameznikovo kakovost življenja. S praskanjem se močno poveča dovzetnost za okužbe kože. Poleg tega je suha koža sama po sebi bolj podvržena okužbam, saj nizka vlažnost kože zavira rast komenzalnih, nenevarnih mikrobov, je pa ugodno okolje za razrast potencialno invazivnih mikrobov. Prizadeti predel kože lahko tudi pordi, zlasti v primeru atopičnega dermatitisa in luskavice.
Suha koža se lahko pojavi kjerkoli po telesu, najpogosteje pa na spodnjih predelih nog, rokah, dlaneh, členkih prstov na rokah, stranskih predelih trebuha in na stegnih. Simptomi, ki pogosto spremljajo suho kožo, so luščenje kože, nastajanje razpok in srbenje. Bolj so podvržena mesta, ki niso zaščitena z oblačili ali so izpostavljena večjim mehanskim obremenitvam  ter
področja z nizko gostoto žlez lojnic.

## Vzroki
Suha koža je posledica zunanjih ali notranjih dejavnikov ali prepleta več dejavnikov hkrati. Poleg drugih dejavnikov je pomemben vzrok tudi staranje kože. S staranjem prihaja do sprememb v sestavi kože in njenem funkcioniranju. Zmanjša se vsebnost lipidov v koži, manjša pa je tudi sinteza filagrina in posledično količina naravnega vlažilnega dejavnika.

### Zunanji dejavniki
Med zunanje dejavnike spadajo:
- pretirano umivanje, dolge, vroče kopeli, uporaba agresivnega mila, razkužil[8]
- okoljski dejavniki, kot so: hladno vreme, nizka vlažnost, izpostavljenost intenzivni sončni svetlobi
- poklicna izpostavljenost dražilnim snovem, kot so na primer kemikalije v izdelkih v frizerstvu in čistilih

### Notranji dejavniki
Med notranje dejavnike, ki lahko povzročijo suho kožo, spadajo:
- kožne bolezni, na primer:
  - vnetne kožne bolezni (atopijski dermatitis, alergijski kontaktni dermatitis, iritativni kontaktni dermatitis, dishidrotični ekcem, numularni ekcem, luskavica, seboroični dermatitis, perioralni dermatitis ...)
  - gensko pogojene kožne bolezni (pigmentna kseratoza, različne vrste ihtioze oziroma ribje kože)
  - kronične nalezljive kožne bolezni (glivične in bakterijske okužbe, ušivost)
- presnove bolezni, kot so:
  - endokrine in presnovne motnje (kronična ledvična bolezen, sladkorna bolezen, jetrne bolezni, hiperparatiroidizem, hipotiroidizem, malabsorpcija)
  - vnetne bolezni (crohnova bolezen, ulcerozni kolitis)
  - okužbe (na primer z virusom hepatitisa B ali C, virusom humane imunske pomanjkljivosti)
  - hormonske spremembe (menopavza, andropavza, nosečnost)
  - krvne bolezni (policitemija vera, esencialna trombocitoza, Hodgkinova bolezen, ne-Hodgkinov limfom, diseminirani plazmacitom)
- psihiatrični vzroki, kot so:
  - obsesivno-kompulzivne motnje (obsesivno čiščenje/umivanje kože)
  - motnje prehranjevanja (anoreksija)
  - zasvojenosti (z alkoholom ali mamili)
- prehranski vzroki:
  - izsušenost oziroma dehidracija (premajhen vnos tekočine, pretirano znojenje)
  - podhranjenost in hipovitaminoze (pomanjkanje vitamina D, vitamina A, niacina), pomanjkanje cinka ali železa
- uporaba določenih zdravil (retinoidi, dolgotrajna uporaba kortikosteroidov na koži, diuretiki, zdravila za zniževanje lipidov, kalcijevi antagonisti, zaviralci receptorjev beta, antirevmatična zdravila, kontraceptivi/antiandrogeni) ali obsevanje

## Zdravljenje
Za blaženje suhe kože se lahko uporabijo številni izdelki za lokalni nanos z vlažilnim delovanjem. Uporabljajo se vlažilni pripravki na primer s sečnino, ceramidi, mlečno kislino ali glicerolom. Vlažilni pripravki vsebujejo emoliente (lipofilne sestavine, ki naredijo kožo mehko in gladko, tako da se vgradijo v lipidno plast poroženele plasti kože in tako zmanjšajo izgubo vode; zlasti lipidi, olja in maščobne kisline), okluzive (lipofilne spojine, ki ustvarijo zaščitno hidrofobno plast na koži in zadržijo vodo v koži; predvsem voski in ogljikovodiki, kot je vazelin) in/ali humektante oziroma vlažilce (hidrofilne spojine s sposobnostjo vezave vode iz nižjih plasti kože ali iz okolice; na primer glicerol, dekspantenol, sečnina, hialuronska kislina).
Če je suha koža simptom druge bolezni, je pomembno tudi zdravljenje vzroka (na primer atopijskega dermatitisa ali luskavice). Če suho kožo spremlja dermatitis oziroma vnetje kože, ki se kaže s srbenjem in rdečino, je lahko potrebno tudi topično zdravljenje s kortikosteroidi. Uporaba različnih oblog lahko pomaga preprečiti nastanek okužb.
Svetuje se neprepogosto umivanje in izogibanje prevroči vodi in agresivnim milom, tudi tradicionalnim alkalnim milom, ki izničijo kisel pH kože. Takoj po umivanju se priporoča nanos ustreznega vlažilnega losjona, da se prepreči izparevanje vlage iz kože. Pomembno je tudi zadostno vnašanje tekočine v telo.